# Roßhalde

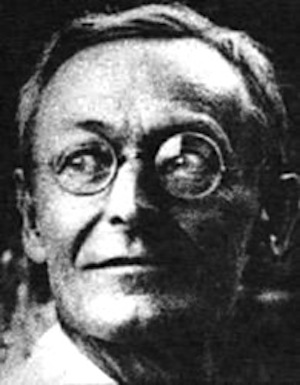
Hermann Hesse (1925)

Roßhalde ist der Titel einer 1912/13 als Vorabdruck und 1914 als Buch publizierten Künstlererzählung von Hermann Hesse. Erzählt wird mit autobiographischen Bezügen das Ende der Familienbeziehung des Malers Johann Veraguth.

## Inhalt
Roßhalde 
Johann Veraguth, ein durch Ausstellungen z. Zt. der Handlung in Brüssel und Paris international anerkannter Maler, und seine Ehefrau Adele bewohnen das von einem großen Park umgebene Herrenhaus Roßhalde, das sie vor zehn Jahren in verwahrlostem Zustand gekauft und hergerichtet haben. Inzwischen ist die Ehe in einer Krise. Das Malen fordert Veraguths ganze Konzentration und Kraft und er vernachlässigt dadurch seine Familie. Zwar sorgt er materiell für sie, ist aber er bei den gemeinsamen Mahlzeiten meistens mit den Gedanken bei dem aktuellen Bild auf der Staffelei. Seine frühere Heiterkeit und sein Elan, die Adele so an ihm bewundert hat, ist ihm verloren gegangen. So haben sich die Lebensbereiche der Familie getrennt. Der Maler wohnt in seinem Atelierhäuschen, Adele mit dem siebenjährigen Sohn Pierre und dem Dienstpersonal in der Villa. Der ältere Sohn Albert wurde wegen Unverträglichkeit mit dem Vater auf ein Internat gegeben. Die Sommerferien muss er in diesem Jahr wegen einer ausgefallenen Tirolreise auf Roßhalde verbringen. Der Vater befürchtet neue Auseinandersetzungen, obwohl sich die Familie nur zum Essen mit sparsamer Unterhaltung im Herrenhaus trifft, allein Pierre pendelt als Bindeglied zwischen beiden Wohnungen hin und her (Kap. 1).
Beziehungskrise
Die Beziehungskrise tritt mit dem Besuch von Johanns Schulfreund aus der ca. 20 Jahre zurückliegenden Gymnasialzeit in die sich über den Sommer hin erstreckende Entscheidungsphase. Otto Burkhardt lebt als Plantagenbesitzer in Malaysia und ist z. Zt. auf Europa-Geschäftsreise. Er nutzt diese Gelegenheit für ein Wiedersehen mit dem Freund. Sogleich nach seiner Ankunft registriert er die Wesensänderung Johanns und die traurige Stimmung im Haus. Die Eheleute gehen sich aus dem Weg und Albert meidet den Vater und spielt am liebsten den ganzen Tag auf dem Klavier, manchmal vierhändig mit der Mutter (Kap. 4). Nach seinen ersten Beobachtungen und Unterhaltungen mit den Familienmitgliedern will Burkhardt den Freund aus dem Spannungsfeld herauslocken und ihn auf den Gedanken einer Indienreise bringen, um neue Motive für seine Malerei zu entdecken (Kap. 3). Später spricht er Johann auf seine Situation an, und dieser berichtet ihm über die Entfremdung. Beide sind von ihrer Ehe, die durch die Charakterunterschiede der Partner von Anfang an belastet war, enttäuscht. Adele ist eine ernsthafte, „schwerlebige“ und um Ausgleich bemühte sensible Frau. Sie interessiert sich für Musik und spielt, wie Albert, ausgezeichnet Klavier. Johann dagegen ist voller „ungestüme[r] Sehnsucht“, launisch und sucht ständig nach Anregungen und neuen Impulsen. Er vermisst an ihr das Schwungvolle, das ihn mitreißen könnte. Wenn er sich in seine Malerei vertieft, vergisst er die Umwelt und empfindet die Familie als störend. Albert reagierte auf dieses Verhalten aggressiv gegen den Vater und musste auf eine Internatsschule gegeben werden. Pierre dagegen liebt beide Elternteile. Während Johann sich schon seit einiger Zeit aus der Verbindung lösen und Adele den Besitz überlassen möchte, hofft seine Frau immer noch auf den Erhalt der Familie und weigert sich, im Falle einer Trennung den jüngsten Sohn dem Vater zu überlassen. So muss Veraguth auf Roßhalde ausharren und abwarten, wem der Junge sich einmal zuwenden wird (Kap. 5). Burkhardt erzählt von den exotischen Tieren und Pflanzen im Urwald Malaysias und bereitet seinen Plan vor, Johann aus seiner, wie er meint, ausweglosen Lage und Resignation zu befreien. Um Abstand von der Familie zu gewinnen, solle er für längere Zeit mit ihm nach Ostindien reisen und dort neue Motive malen. Im nächsten Schritt rät er dem Freund zur Trennung von seiner Frau und zum Verzicht auf Pierre. Nur wenn er alles von sich würfe, könne er die Welt wieder „mit hundert schönen Farben“ sehen (Kap. 6).
Besinnungsphase 
Nach der Abreise Burkhardts fühlt sich Veraguth einsam und stürzt sich in seine Arbeit (Kap. 7). Im Juli hat er bereits ein symbolträchtiges Bild gemalt (Kap. 2): Auf dem Boden eines Fischerkahns liegt ein gefangener toter Fisch, ein zweiter springt über den Rand in die Freiheit. Dann porträtiert er seinen Freund lesend im Korbstuhl (Kap. 3). Nun folgt, während seiner Besinnungsphase über seine Zukunft ein Figurenbild, das später seine Bewunderern als sein bedeutendstes Werk bewerten werden: ein spielendes Kind mit Pierres Zügen zwischen „den gebeugten leidvollen Gestalten der Eltern“. In den Stunden des Malens weiß „Veraguth nichts von Schwäche und Angst, nichts von Leid und Schuld und verfehltem Leben. Er [ist] nicht froh noch traurig, von seinem Werk gebannt und aufgesogen atmet[-] er die kalte Luft schöpferischer Einsamkeit und begehrt[-] nichts von der Welt, die ihm versunken und vergessen [ist].“ (Kap. 8)
Bei seinen Gesprächen mit Pierre und der Anhänglichkeit seines Sohnes wird ihm deutlich, was er bei einer Trennung aufgeben müsste. Andererseits spürt er die Zurückhaltung und emotionale Ferne Alberts, der sein Atelier meidet, sich am liebsten zum Klavierspielen zurückzieht und mit dem kleinen Bruder eine Kutschfahrt in die Umgebung unternimmt, um der angespannten Atmosphäre zu entfliehen. Die Kinder beobachten ihren Vater, wie er in Gedanken durch den Garten läuft, bei den Gesprächen oft die Konzentration verliert und sich in sich zurückzieht. Beim Malen reagiert er auf Unterbrechungen ärgerlich, wenn er auch gleich darauf schuldbewusst versucht, freundlich zu wirken. Auch Pierre fällt dieses introvertierte Verhalten des Vaters immer mehr auf und Veraguth leidet unter seiner Unfähigkeit, seine Liebe zum Sohn entsprechend zu artikulieren (Kap. 7).
Entscheidung
Im Lauf des Sommers entschließt sich Veraguth zur Indienreise im Herbst, schreibt seinem Freund einen Brief (Kap. 9) und spricht mit seiner Frau darüber (Kap. 12). Er schlägt Adele vor, mit den Kindern Urlaub in St. Moritz zu machen. Obwohl er nur von einer Besinnungszeit spricht und die weitere Zukunft offen lässt, fühlt sie, dass dies das Ende für Roßhalde ist, wo ihre Kinder geboren wurden und sie am Anfang voller Hoffnung war. Bald darauf (Kap. 16) thematisiert Johann auch ihre Trennung: Er überlässt ihr das Haus und beide Kinder. Er brauche Zeit für sich, ohne Bindung, für seine weitere Entwicklung. Sie habe wie er alle Freiheiten. Doch Adele weiß, dass sie in ihrem Alter mit den Kindern im Gegensatz zu ihrem Mann diese Chance nicht mehr hat.
Pierres Tod
Dieses zweite Gespräch findet zu einem Zeitpunkt statt, als Pierre an Gehirnhautentzündung erkrankt. Nach dem Ausflug mit Albert fühlt er sich nicht wohl und die Eltern vermuten eine Magenverstimmung und psychische Schwäche (Kap. 11). Doch nach einer scheinbaren Verbesserung verschlechtert sich der Zustand schnell (Kap. 13). Pierre hat Fieber, Kopfschmerzen und Krämpfe und wirkt apathisch. Der aus der Stadt herbeigerufene Sanitätsrat diagnostiziert Meningitis und schließt den Tod des Kindes nicht aus (Kap. 15). Abwechselnd wachen die besorgten Eltern am Krankenbett. Jetzt in der Angst um Pierres Leben ist Adele bereit, den Sohn an ihren Mann abzugeben. In der gemeinsamen Sorge sind beide zu einer Verständigung bereit. Johann fühlt, dass Pierre seine große Liebe ist und bereut, sich zu wenig um ihn gekümmert zu haben.
Trennung
Nach Pierres Tod (Kap. 17) trennen sich Johann und Adele versöhnlich. Beide fühlen sich schuldig am Scheitern ihrer Ehe und verzichten auf gegenseitige Verpflichtungen: Adele bekommt das Haus und Albert, er die Freiheit der Kunst. Adele und Albert fahren zur Erholung nach Montreux, er bereitet seine Abreise nach Indien vor. Er schließt mit dieser leidvollen Entwicklung zugleich die Phase seiner Jugend ab und öffnet sich für Neues: „[V]oll Trotz und unternehmender Leidenschaft [sieht] er dem neuen Leben entgegen, das kein Tasten und dämmerndes Irren mehr sein [darf], sondern ein steiler, kühner Weg bergan. Später und bitterer vielleicht, als Männer sonst es tun, hat[-] er von der süßen Dämmerung der Jugend Abschied genommen. Jetzt [steht] er arm und verspätet im hellen Licht, und von dem [gedenkt] er keine köstliche Stunde mehr zu verlieren.“ (Kap. 18)

## Biographische Bezüge

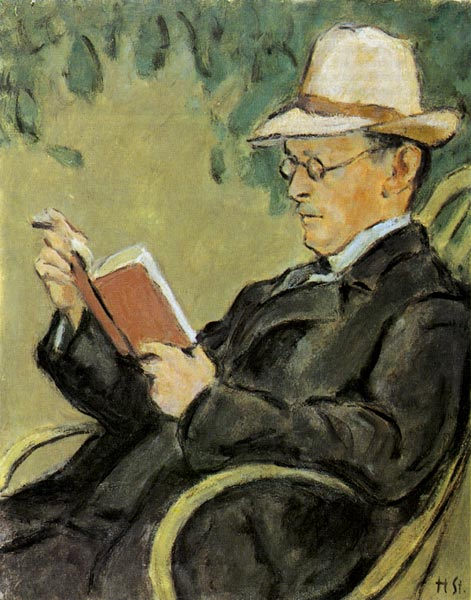
Veraguths Bild von seinem Freund Otto erinnert an Sturzeneggers Gemälde „Hermann Hesse mit Panamahut“, 1912

Nach Bernhard Zeller sind alle Werke Hesses „Fragmente eines großen Selbstporträts“. Auch „Roßhalde“ trägt offensichtliche autobiographische Züge:
- 1904 zogen Hesse und seine Frau, die Basler Fotografin Maria Bernoulli in das Dörfchen Gaienhofen am Bodensee und mieteten ein einfaches Bauernhaus, in dem sie drei Jahre lebten. 1907 bauten sie dort ein Landhaus im Reformstil.
- In Gaienhofen wurden die drei Söhne Bruno (1905–1999), Hans Heinrich (1909–2003) und Martin (1911–1968) geboren.
- Johann und Adele Veraguth tragen Züge Hesses und Mias und ihre Ehesituation ist ähnlich: Hermann Hesse schrieb in einem Brief von 1914: „...die unglückliche Ehe, von der das Buch handelt, beruht gar nicht auf einer falschen Wahl, sondern tiefer auf dem Problem der Künstlerehe überhaupt, auf der Frage, ob überhaupt ein Künstler ... zur Ehe fähig sei.“[5]
- Mia war eine vorzügliche Chopin-Spielerin: „die Musik ist ihr, bis in wahnhafte Gründe hinein, zur zweiten Natur, zur Lebensart geworden.“ Die Ehepartner entfremdeten sich zunehmend. Hesse ging oft auf Reisen, während seine Frau sich um Haushalt und Kinder kümmerte.[6]
- 1911 unternahm Hesse gemeinsam mit dem Maler Sturzenegger eine Reise nach Sri Lanka, Malaysia, Singapur (wo die Familie Sturzeneggers unternehmerisch tätig war) bis nach Sumatra.
- Nach Hesses Rückkehr 1912 verkaufte die Familie ihr Haus in Gaienhofen und zog in ein altes Landhaus in Ostermundigen bei Bern, das sie von Hesses Freund, dem Maler Albert Welti[7] gemietet hatten. Doch auch dieser Ortswechsel konnte die Eheprobleme nicht lösen. Psychische Krisen bei beiden führten 1919 zur Trennung und Verteilung der Kinder.
- Hesse schrieb „Roßhalde“ im Winter 1912/13 in Gaienhofen, Badenweiler und Bern. Die Erkrankung des dreijährigen Sohns Martin 1914 kann demnach nicht die Vorlage für Pierres Gehirnhautentzündung gewesen sein, erscheint jedoch nachträglich als Parallele zwischen Dichtung und Wirklichkeit.[8]
- Das Herrenhaus „Roßhalde“ könnte das von einem Park umgebene Schlösschen des Malers Hans Sturzenegger in der Randenstrasse 65 in Schaffhausen zum Vorbild haben (Atelier im Haus Belair). Heute wird das Haus als Jugendherberge genutzt.[9]

### Erzählsituation
In einem Brief vom 15. Januar 1942 schrieb Hesse an Peter Suhrkamp: „Damals, mit diesem Buch, hatte ich die mir mögliche Höhe an Handwerk und Technik erreicht und bin nie weiter darin gekommen.“
Im Gegensatz zu anderen Erzählungen (Unterm Rad, Peter Camenzind, Die Verlobung, Demian) wird die Familiengeschichte nicht chronologisch entwickelt, sondern ist, wie in Klein und Wagner, rückblickend in eine Entscheidungssituation eingebunden. Auch wird die in personaler Form vorgetragene Handlung nicht nur aus der Perspektive der Hauptfigur geschildert, sondern im Wechsel mit den Beobachtungen und Gedanken Adeles (Kap. 14), der Kinder Albert (Kap. 4) und Pierre (Kap. 4, 10, 11), Burkhardts (Kap. 3) und des Arztes (Kap. 15), mit Übergängen zum inneren Monolog.

## Rezeption
- Die Erzählung ist „die Geschichte einer Selbstbefreiung aus verworrenen Verhältnissen und eines schweren Abschieds von der Kindheit zur entsagungsvollen Reife. Hier machen sich eigene Erlebnisse Hesses auffallend geltend. Sie sorgen für eine Stofffülle, die den Rahmen dieser Erzählung sprengt. Die für Hesse typischen neuromantischen Stilelemente schaffen um die realistisch geschilderten Ereignisse eine Atmosphäre, die unaussprechliche, symbolische Bedeutung suggeriert. Dies und die gleichsam tiefenpsychologische Aufdeckung von Vergangenem erzeugen eine gewisse Doppeldeutigkeit des Geschehens, in das lyrische Schilderungen und besinnliche Reflexionen eingelagert sind.“[11]
- Der Kreative habe „erotische Probleme“ und wolle sich aus seinen „bürgerlichen Fesseln“ befreien.[12]

## Entstehungs- und Editionsgeschichte
Hesse schrieb die Erzählung „Roßhalde“ im Winter 1912/13 in Gaienhofen, Badenweiler und Bern. Sie wurde 1913 in Velhagen & Klasings Monatsheften vorabgedruckt. Die Erstausgabe erschien 1914 im S. Fischer Verlag, zunächst ohne Gattungsbezeichnung, in den Ausgaben nach 1918 als Roman, in der Ausgabe 1931 als „Erzählung“ bezeichnet. Hesse lehnte die Bezeichnung „Roman“ für seine „Prosadichtungen“, wie er sie nannte, ab. Der Suhrkamp Verlag übernahm das Buch 1956 in seine Werkausgabe. Im Rowohlt Verlag erschien 1972 die erste Taschenbuchausgabe, bei Suhrkamp 1980 die zweite.

## Ausgaben
- Roßhalde. Titelholzschnitt von Emil Rudolf Weiß. Fischer, Berlin 1914.
- Roßhalde. Erzählung. Fischer, Berlin 1931; Suhrkamp, Berlin 1956 (= Gesammelte Werke in Einzelausgaben).
- Roßhalde. Roman. Rowohlt, Reinbek 1972 (143. Tsd. 1979), ISBN 3-499-11557-3 (= rororo 1557).
- Roßhalde. Roman. Suhrkamp, Frankfurt am Main 1980, ISBN 3-518-36812-5 (= st 312).